# Dead Bees on a Cake
Albums de David Sylvian
Damage: Live
(1994) Blemish
(2003)
Dead Bees on a Cake est le cinquième album solo de David Sylvian, sorti en 1999.

## Titres
Toutes les chansons sont de David Sylvian, sauf mention contraire.
1. I Surrender – 9:24
2. Dobro #1 (Sylvian, Bill Frisell)  – 1:30
3. Midnight Sun (Sylvian, Johnny Moore, Charles Brown, Eddie Williams) – 4:00
4. Thalheim – 6:07
5. Godman – 4:02
6. Alphabet Angel – 2:06
7. Krishna Blue – 8:08
8. The Shining of Things – 3:09
9. Cafe Europa – 6:58
10. Pollen Path – 3:25
11. All of My Mother's Names – 6:11
12. Wanderlust – 6:43
13. Praise (Shree Maa, Sylvian)– 4:02
14. Darkest Dreaming (Sylvian, Djivan Gasparyan) – 4:01

## Musiciens
- David Sylvian : chant, guitare, claviers, basse, samples, percussions, arrangements
- Ryuichi Sakamoto : piano, bansurî, boucles, samples, arrangements, orchestration, effets sonores
- Steve Jansen : cymbales, percussions, boucles
- Shree Maa : chant
- Ingrid Chavez (en) : chant
- Marc Ribot : guitare acoustique, guitare électrique, guitare slide
- Bill Frisell : guitare acoustique, dobro
- Lawrence Feldman : flûte
- Deepak Ram (en) : bansurî
- Kenny Wheeler : bugle
- Tommy Barbarella (en) : piano
- Chris Minh Doky : contrebasse
- John Giblin : basse
- Ged Lynch (en) : batterie
- Scooter Warner : batterie
- Talvin Singh : tabla, percussions
- Steve Tibbetts (en) : gong